# Albalat de la Ribera
Albalat de la Ribera – gmina w Hiszpanii, w prowincji Walencja, we wspólnocie autonomicznej Walencja, o powierzchni 14,35 km². W 2011 roku liczyła 3545 mieszkańców.